# Athetis notanda
Athetis notanda là một loài bướm đêm trong họ Noctuidae.